# White Famous
White Famous è una serie televisiva statunitense interpretata da Jay Pharoah e basata sulla vita di Jamie Foxx.
È stata ideata da Tom Kapinos, Chris Spencer e Buddy Levis e prodotta dallo stesso Foxx, insieme a Tim Story e Jamie King.
La serie è andata in onda su Showtime dal 15 ottobre al 10 dicembre 2017.
Il 29 dicembre 2017 è stata cancellata dopo una sola stagione.
In Italia è stata interamente pubblicata il 7 giugno 2018 su Sky Box Sets.

## Trama
La serie racconta la vita di un comico di talento, Floyd, che diventa più riconoscibile e famoso.
La serie è ambientata nello stesso universo del precedente spettacolo di Kapinos, Californication e presenta alcuni personaggi secondari di quella serie.

## Personaggi e interpreti
- Floyd Mooney, interpretato da Jay Pharoah
- Malcolm, interpretato da Utkarsh Ambudkar
- Sadie Lewis, interpretata da Cleopatra Coleman
- Ron Balls, interpretato da Jacob Ming-Trent
- Trevor Mooney, interpretato da Lonnie Chavis
- Kali, interpretata da Meagan Good
- Stu Beggs, interpretato da Stephen Tobolowsky
- Amy Von Getz, interpretata da Natalie Zea
- Teddy Snow, interpretato da Michael Rapaport
- Peter King, interpretato da Jack Davenport
- Gwen, interpretata da Lyndon Smith

## Episodi

### Prima ed unica stagione (2017)
| n° | Titolo originale | Titolo italiano       | Diretto da        | Scritto da                               | Prima TV USA     | Pubblicazione Italia | Ascolti USA |
| -- | ---------------- | --------------------- | ----------------- | ---------------------------------------- | ---------------- | -------------------- | ----------- |
| 1  | Pilot            | Ebano e avorio        | Tim Story         | Tom Kapinos, Chris Spencer e Buddy Lewis | 15 ottobre 2017* | 7 giugno 2018        | 0.154       |
| 2  | Heat             | Il ciclone Teddy Snow | Tim Story         | Tom Kapinos                              | 15 ottobre 2017* | 7 giugno 2018        | 0.129       |
| 3  | Woo              | Woo                   | Tim Story         | Tom Kapinos                              | 22 ottobre 2017  | 7 giugno 2018        | 0.196       |
| 4  | Appetites        | Invito a cena         | Ken Whittingham   | Tom Kapinos                              | 29 ottobre 2017  | 7 giugno 2018        | 0.266       |
| 5  | Life on Mars     | Vita su Marte         | Millicent Shelton | Tom Kapinos                              | 5 novembre 2017  | 7 giugno 2018        | 0.339       |
| 6  | Wolves           | Lupi                  | Michael Lehmann   | Tom Kapinos                              | 12 novembre 2017 | 7 giugno 2018        | 0.297       |
| 7  | Duality          | Dualismo              | Seith Mann        | Tom Kapinos                              | 19 novembre 2017 | 7 giugno 2018        | 0.271       |
| 8  | Make Believe     | Finzione              | Michael Lehmann   | Tom Kapinos                              | 26 novembre 2017 | 7 giugno 2018        | 0.222       |
| 9  | Scandal          | Scandalo              | Seith Mann        | Tom Kapinos                              | 3 dicembre 2017  | 7 giugno 2018        | 0.287       |
| 10 | Zero F**ks Given | I veri valori         | Tim Story         | Tom Kapinos                              | 10 dicembre 2017 | 7 giugno 2018        | 0.333       |

*Il primo episodio è stato pubblicato in anteprima sul sito ufficiale di Showtime.